# Napo-Kurzstachelratte

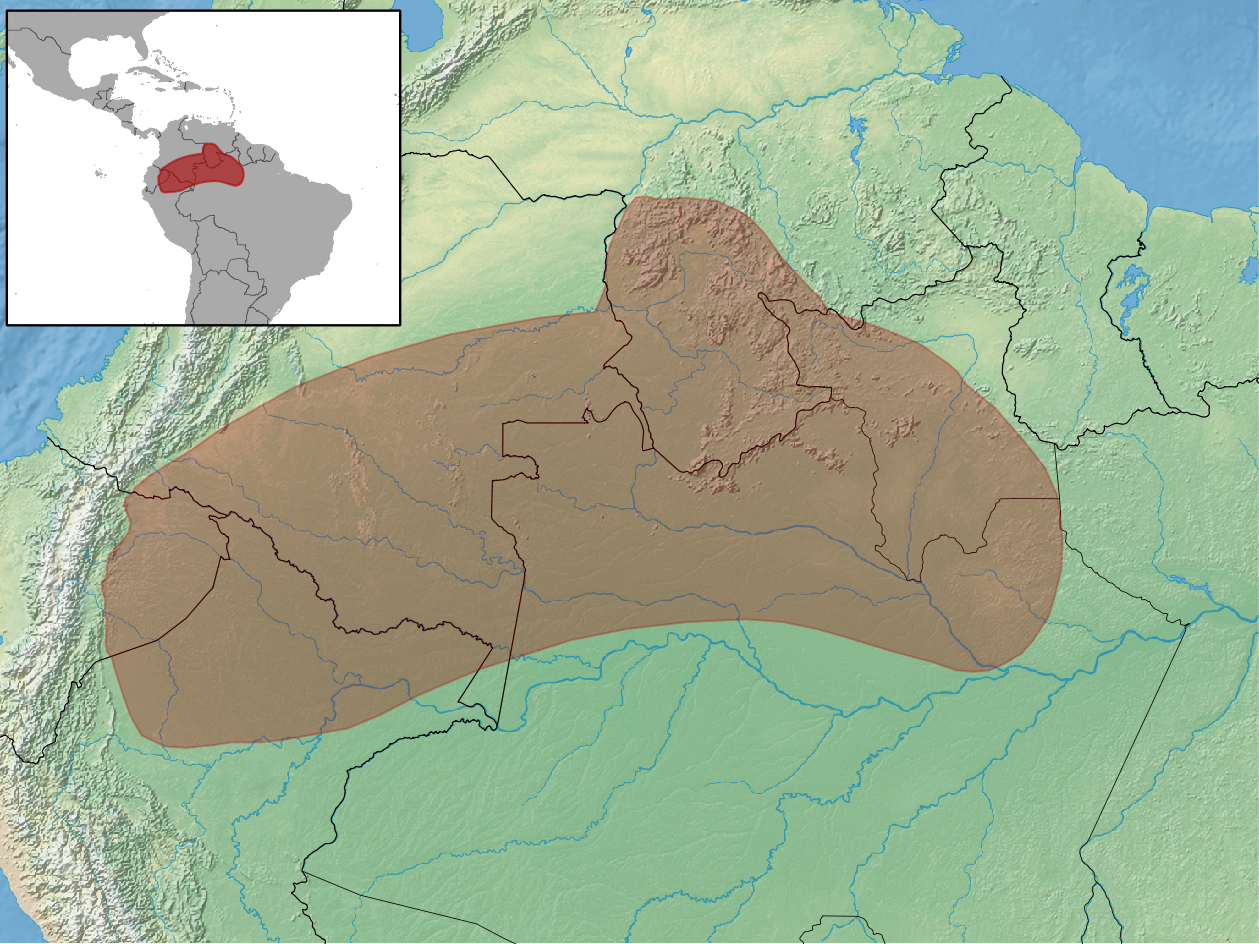
Verbreitungsgebiet der Napo

Die Napo-Kurzstachelratte (Proechimys quadruplicatus) ist ein im nördlichen Südamerika verbreitetes Nagetier in der Familie der Stachelratten. Sie ist nah mit Proechimys goeldii verwandt. Der Artzusatz im wissenschaftlichen Namen ist aus den lateinischen Wörtern bzw. Endungen quadra (vier), plicare (Falten) und atus (besitzen) gebildet. Er bezieht sich auf die Form der Kronen auf den Molaren. Andererseits kommen auf diesen manchmal drei Falten vor. Der deutsche Name bezieht sich auf den Fundort des Typusexemplars in der Provinz Napo in Ecuador.

## Merkmale
Diese große Stachelratte ist ohne Schwanz 211 bis 295 mm lang, die Schwanzlänge beträgt 125 bis 200 mm und das Gewicht liegt bei 450 bis 500 g. Es kommen 48 bis 64 mm lange Hinterfüße und 20 bis 28 mm lange Ohren vor. Oberseits ist ockerfarbenes Fell mit orange Tönung vorhanden, das auf dem Rücken am dunkelsten ist. Die Unterseite trägt weißes Fell, das gelbbraune Schattierungen aufweisen kann. Über die Oberseite der Hinterfüße zieht sich ein dunkles Band. Auf dem fast nackten Schwanz, der unterseits etwas heller ist, sind große Schuppen vorhanden. In das borstige Fell der Oberseite sind bis zu 20 mm lange und 1 mm dicke Stacheln eingemischt. Sie haben eine dünne Spitze, die einer Peitsche gleicht. Vom Hals und vom Hinterteil nimmt die Anzahl der Stacheln zur Mitte hin zu. Der diploide Chromosomensatz besteht aus 26 oder 28 Chromosomen.

## Verbreitung und Lebensweise
Die Napo-Kurzstachelratte lebt im nördlichen Amazonasbecken in Brasilien sowie in angrenzenden Regionen von Peru, Ecuador, Kolumbien und Venezuela. Sie hält sich in der Trockenzeit in überfluteten Wäldern im Flachland sowie in der Regenzeit in feuchten Wäldern im Hügelland bis 500 Meter Höhe auf.
Die einzeln lebenden Tiere sind nachtaktiv und bewegen sich auf dem Grund. Am Tage oder bei Gefahr werden Erdlöcher, Hohlräume in umgestürzten Bäumen oder dichter bewuchs aufgesucht. Die Nahrung besteht aus Blättern, Pflanzensamen, Pilzen und Insekten. Laut wenigen Studien findet die Fortpflanzung zu allen Jahreszeiten statt und pro Wurf werden bis zu fünf Nachkommen geboren.

## Gefährdung
Aufgrund fehlender Bedrohungen wird die Art von der IUCN als nicht gefährdet (least concern) gelistet. In Venezuela wird sie hauptsächlich durch die Cayenne-Ratte (Proechimys guyannensis) verdrängt.